# Chevron
«Chevron Corporation» (вимовляється  Шеврон Корпорейшн) (NYSE: CVX) — друга після ExxonMobil інтегрована енергетична компанія США, одна з найбільших корпорацій у світі. Компанія посідає 5 місце в Fortune Global 500 (січень 2009). Входить до списку Fortune 1000 за підсумками 2005 року (3 місце). Штаб-квартира — у місті Х'юстон, Техас (США).

## Історія
Заснована 1879 року в місті Піко-Каньйон, Каліфорнія. 2001 року поглинула компанію Texaco, отримавши найменування ChevronTexaco. 2005 року повернулася до колишнього найменування.

## Акціонери та керівництво
Капіталізація компанії на Нью-Йоркській фондовій біржі на середину липня 2007 року — $200,59 млрд. За даними Reuters на 30 червня 2007 року, 65,95 % акцій компанії належить інституціональним інвесторам, найбільші з яких Capital Research & Management Co. (6,19 %), State Street Global Advisors (3,84 %), Barclays Global Investors (3,65 %).
Голова ради директорів та керівник компанії з 2017 року — Мішель Вірт.

## Діяльність
Компанія веде видобуток нафти в різних регіонах світу. Їй належить низка нафтопереробних підприємств, а також велика мережа автозаправних станцій.

### Родовища, що розробляються Chevron
- Бакскін, Мексиканська затока, 55 %.

Доведені запаси нафти Chevron — 13 млрд барелів. 2007 року компанія видобула 87,8 млн т нафти (в 2006 — 86,6 млн т) та 50,2 млрд м ³ газу (49,56 млрд м ³). Виторг компанії 2007 року склав $214,1 млрд (2006 — $204,89 млрд), чистий прибуток — $18,7 млрд ($17,14 млрд).

### Chevron і Україна
До 2009 року в Україні діяло представництво компанії Chevron. Після кризи 2008 року керівництво компанії ухвалило рішення про перехід на дистриб'юторську модель, у зв'язку з чим представництво було закрито. Нині[коли?] офіційними імпортерами та дистриб'юторами продукції Chevron в Україні є компанії «НБК Україна» та «Пріста Ойл»[джерело?].
Навесні 2012 року офіційно оголосили про те, що Chevron разом із Shell стали переможцями в конкурсі на розробку Олеської та Юзівської площ, планується, що саме ці компанії видобуватимуть сланцевий газ в Україні..
За словами Ірини Сех та Тетяни Тимочко, Україна станом на липень 2013 року винна компанії «Chevron» за проведення семінарів, конференцій та зустрічей з метою переконання громадськості у безпечності видобутку сланцевого газу приблизно 3 млн доларів.

## Скандали, пов'язані з діяльністю компанії

### Еквадор
З 1972 до 1993 року Texaco керувала розвитком нафтовим родовищем Лаґо Аґріо в Еквадорі. Еквадорські фермери та корінні народи Еквадору звинувачують Texaco (нині Chevron), у погіршенні свого здоров'я через зіпсовану екологію, отруєння лісів і річок шляхом зливу 68 млн³ метрів пластової води в тропічний ліс, без будь-яких намірів відновлення навколишнього середовища. Вони подали до суду Chevron за значний екологічний збиток, заподіяний ним унаслідок цих операцій, що спричинило захворювання у тисячі еквадорців, а амазонські дощові ліси були значно забруднені. Еквадорський суд міг накласти штраф у розмірі до $ 28 млрд за нанесений збиток, однак Шеврон заявили, що угоди укладені з урядом Еквадору раніше, звільняють її від будь-якої відповідальності. Після кількох років судової тяганини 15 лютого 2011 суд в Еквадорі оштрафував Chevron на $ 8,6 млрд за забруднення країни в період між 1972 і 1992 роками. Це створило прецедент — вперше корінному населенню вдалось виграти суд у великої транснаціональної компанії, яка забруднила території цього народу.